# Кёфиль, Доминик Зигфрид фон
Доминик Зигфрид фон Кёфиль (нем. Dominik Sigfrid von Köfil; 18 июня 1748 — 1810) — австрийский юрист, доктор права, профессор политических наук, ректор Львовского университета (1793—1794).

## Биография
Окончил Венский университет, где получил докторскую степень по праву (1783). Профессор политических наук Савойской рыцарской академии в Вене. В 1784 году Кёфилю поручили в Львовском университете возглавить вновь созданную кафедру политических умений и австрийского законодательства, которая имела важное прикладное значение, в частности для подготовки руководящих кадров для новосозданной австрийской провинции. На кафедре преподавал стиль управления и статистику. Возглавлял кафедру до 1798 года, а в 1793—1794 академическом году был ректором Львовского университета. с 1791 года — губернский советник. В 1808—1809 году проводил ревизию собрания Кабинета натуральной истории Львовского университета и обнаружил недостачи. Начал работу над статистическим сборником Галичины.
Научные интересы: педагогика, нумизматика, история государства и права Галичины.
Был масоном. Оратор ложи «Zur wahren Eintracht» («К истинному содружеству»).

## Работы
- «Abhandlung von den Grundsätzen der Münzwissenschaft: mit einer Anwendung auf das deutsche Münzwesen» (Вена, 1770);
- «Treuholds Briefe an Elisen über die einer Dame anständigen Kenntnisse» (Вена, 1782);
- «Systematischer Auszug aus dem für Gallizien bestehenden politischen Gesetze und Verordnungen» (Львов, 1791).